# Veidas
Veidas est un hebdomadaire lituanien. Il traite essentiellement d'actualités internationales, de politique et d'économie. Sa diffusion est d'environ 6 000 exemplaires par semaine.
Le mot lituanien veidas signifie visage.